# Danny Muno
Daniel Muno (né le 9 février 1989 à Long Beach, Californie, États-Unis) est un joueur de deuxième but de la Ligue majeure de baseball.

## Carrière
Danny Muno remporte les College World Series 2008 avec les Bulldogs de l'université d'État de Californie à Fresno. Il est repêché à deux reprises : par les Cubs de Chicago au 21e tour de sélection en 2010, puis par les Mets de New York en 8e ronde en 2011. Il est mis sous contrat par les Mets en 2011 et débute la même année sa carrière professionnelle en ligues mineures. Il y évolue au deuxième but et à l'arrêt-court. En mai 2012, Muno est suspendu 50 matchs pour usage de drostanolone, un stéroïde anabolisant.
Danny Muno fait à l'âge de 26 ans ses débuts dans le baseball majeur avec les Mets de New York le 17 avril 2015 face aux Marlins de Miami.